# شيونغان
شيونغان هي مدينة جديدة تقع في منطقة باودينغ في مقاطعة خبي،الصين.